# Noterus clavicornis
Noterus clavicornis är en skalbaggsart som först beskrevs av De Geer 1774.  Noterus clavicornis ingår i släktet Noterus, och familjen grävdykare. Arten är reproducerande i Sverige.

## Bildgalleri

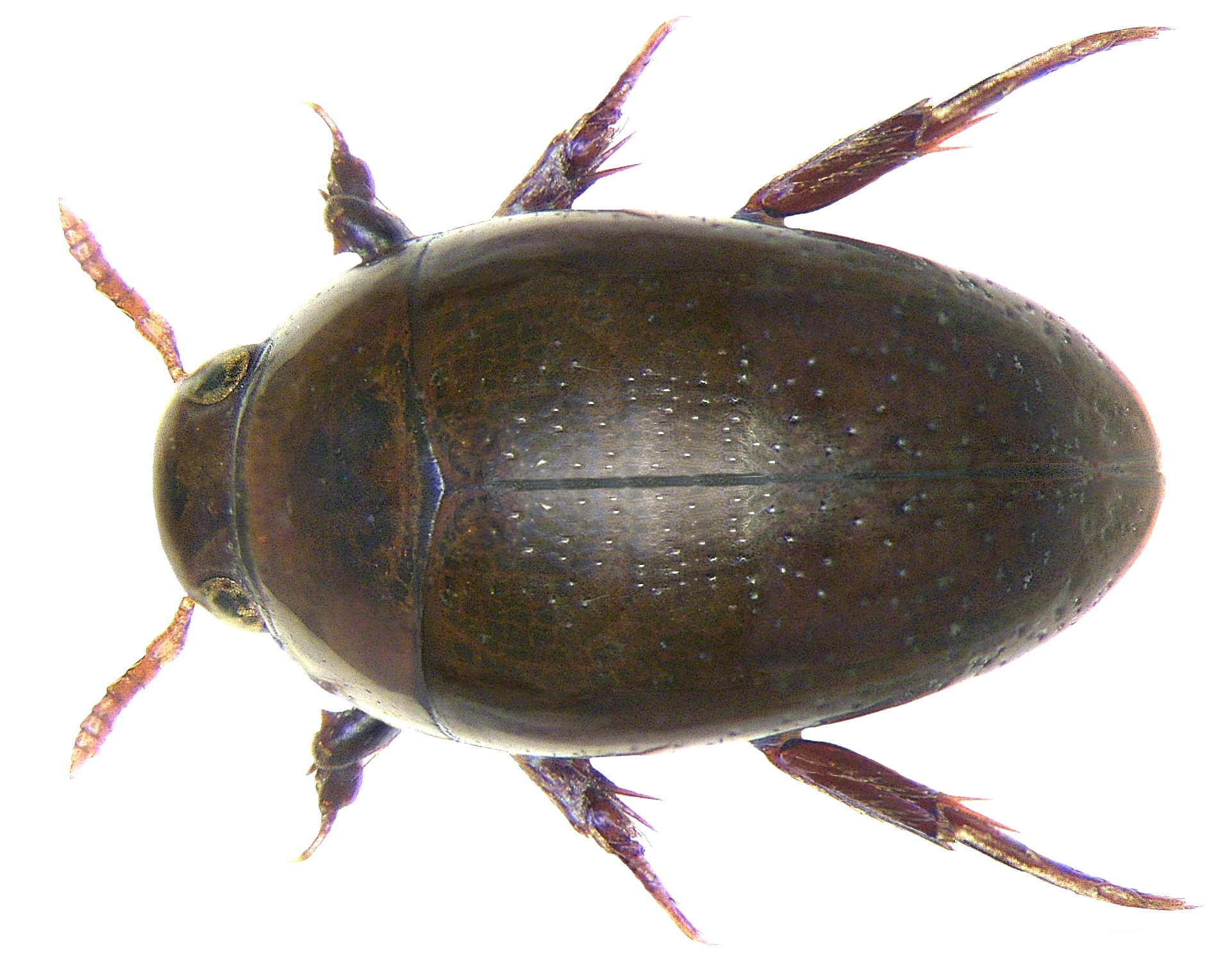
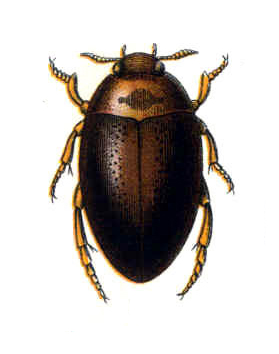
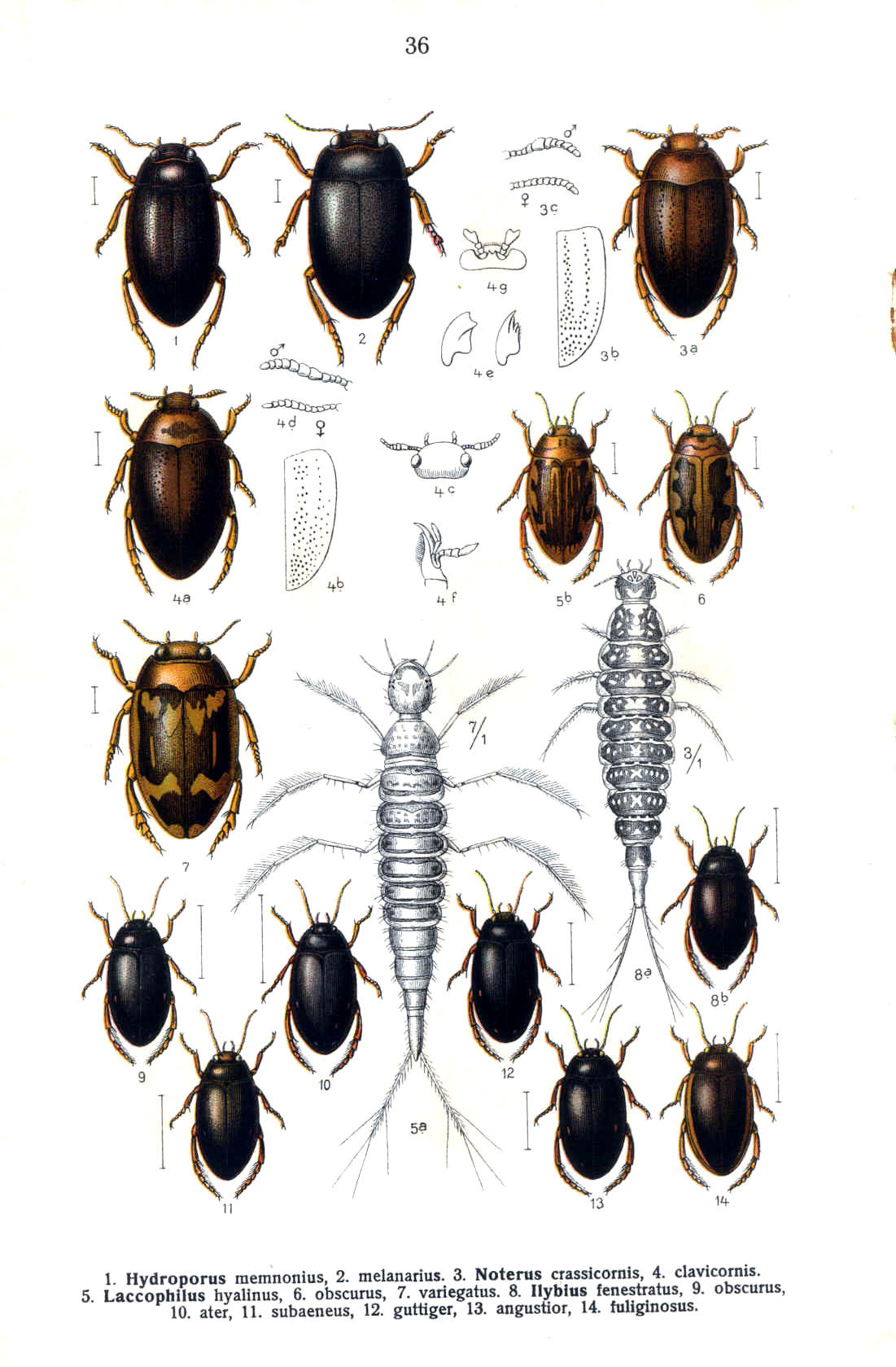